# 글리제 3021
글리제 3021은 물뱀자리 방향으로 지구에서 약 57 광년 떨어져 있는 G형 주계열성이다. 이 별은 태양과 여러 면모에 있어 흡사한 것으로 알려져 있다. 2025년 기준으로 이 항성 주위를 도는 외계 행성 1개가 확인되어 있다.

## 동반 천체
태양과 흡사한 천체이기 때문에 지난 10년 동안 글리제 3021은 천문학계의 관심 대상이었으며, 그 정도는 이 별을 도는 동반 천체가 발견되면서 더했다. 글리제 3021의 나이는 약 8억 년으로 받아들여지고 있지만, 관측 방법에 따라 1억 5천만 년에서 88억 년까지 나이 추정치는 일관성이 없다. 글리제 3021은 태양보다 중원소 함량이 더 많고, 채층 활동량도 많으며, 자전 속도도 더 빠르다.

## 행성계
2000년 글리제 3021 주변을 도는 외계 행성 글리제 3021 b의 존재가 공표되었다. 이 행성은 어머니 항성에서 약 0.5 천문단위 떨어진 곳을 돌고 있으며, 질량은 목성의 3.37배이고, 시선속도법을 이용하여 발견되었다. 2001년 출판된 연구에 의하면 이 행성을 발견한 시선속도법으로는 행성의 궤도경사각을 알 수 없기 때문에, b의 질량은 예상치보다 훨씬 더 클 수 있다고 한다. 측정천문학적 방법으로 궤도경사각을 구한 결과 11.8도가 나왔으며 여기서 구한 질량값은 목성의 16배로, 이는 갈색 왜성급이다. 그러나 이후 분석을 통해 히파르코스 위성이 동반천체의 측정천문학적 궤도값을 정확히 구하지 못했음을 알게 되었으며, 이는 정확한 궤도경사각 값 및 이 천체의 정확한 질량을 아직까지 모른다는 의미가 된다.

## 같이 보기
- 외계 행성이 확인된 항성 목록

## 참고 문헌
1. ↑    - Naef;  외. (2001). “The CORALIE survey for southern extrasolar planets V. 3 new extrasolar planets”. 《Astronomy and Astrophysics》 375: 205–218. 2008년 10월 21일에 원본 문서에서 보존된 문서. 2008년 7월 12일에 확인함.
2. ↑  Saffe, C.;  외. (2005). “On the Ages of Exoplanet Host Stars”. 《Astronomy and Astrophysics》 443 (2): 609 – 626. doi:10.1051/0004-6361:20053452.
3. ↑  Han;  외. (2001). “Preliminary astrometric masses for proposed extrasolar planetary companions”. 《The Astrophysical Journal》 548 (1): L57 – L60. doi:10.1086/318927. 2019년 12월 13일에 원본 문서에서 보존된 문서. 2008년 7월 12일에 확인함.
4. ↑  Pourbaix, D. and Arenou, F. (2001). “Screening the Hipparcos-based astrometric orbits of sub-stellar objects”. 《Astronomy and Astrophysics》 372: 935 – 944. doi:10.1051/0004-6361:20010597.